# Skyddande ansiktsmask
| Skyddande ansiktsmasker |
| --- |
| Skyddsmask Munskydd - Skyddsmask (gasmask) - Andningsmask (andningsapparat) - Andningsskydd - Munskydd (sjukvård) - Ansiktsskydd |

Skyddande ansiktsmasker är ansiktsmasker av olika slag utformade som skyddsutrustning i syfte att skydda användarens luftvägar och andning från diverse faror. De flesta skyddande ansiktsmasker skyddar mot skadlig inandning av föroreningar i luften men det finns även masker som skyddar mot annat farligt, till exempel inkommande vapenverkan, eller farliga substanser.

## Exempel på skyddande ansiktsmasker
- Skyddsmask (gasmask)
- Andningsmask (andningsapparat)
- Andningsskydd
- Munskydd (sjukvård)
- Ansiktsskydd

## Exempel på liknande utrustning
- Visir
- Svetsmask